# Órčha
Órčha (hindsky ओरछा, anglicky Orchha) je město v indickém státě Madhjapradéš. Bylo založeno v roce 1501 jako hlavní město někdejšího stejnojmenného knížecího státu Órčha. Dnes má zhruba deset tisíc obyvatel.